# 체티아르
체티아르(타밀어: செட்டியார்) 또는 체티는 남인도의 다양한 카스트들이 사용하는 단어이다. 다양한 계층의 무역 및 상인 등의 계급에서 사용된다.

## 어원
본 단어의 어원은 드라비다어에서 찾을 수 있다.

## 기본 의미
Chettiar title은 주로 남인도의 무역 카스트들이 사용한다. Kummara 같은 상인이 아닌 계급들이 사용하기도 한다. varna에서 Vysyas와 동급이며, 북인도에서는 무역상들과 약혼한 사람들이 주로 사용한다.

## 직업적 의미
타밀이 아닌 카스트(non-Tamil castes)에서는 이름 가운데에 직업을 나타내는 접두사나 접미사로 사용한다. Setty는 Telugu어에서 무역을 의미한다.

## 사용하는 카스트
사용하는 카스트(Castes using the title)는 다음과 같다.
Tamil Nadu
- Nagarathar
- Saliya
- Senaithalaivar
- Devanga
- Pattariyar
- Vellan Chettiar
- Vaniya Chettiar
- Kongu Chettiar
- Komati
- Pannirendam chettiar
- Sozhia Chetty
- Beri chettiar
- Elur Chetty

Karnataka
- Devanga
- Padmashali
- Ganiga

Andra Pradesh
- 24 Manai Telugu Chettiars
- Padmashali
- Komati

Kerala
- Vanika Vaisya
- Pattariyar

## 같이 보기
- 타밀

### 기타 자료
- Christine Dobson, Asian Entrepreneurial Minorities, Curzon Press UK, 1996. A chapter in the book is devoted to the Chettiars who set up businesses in Burma.
- Rajeswary Brown (1993) "Chettiar capital and Southeast Asian credit networks in the inter-war period". In G. Austin and K. Sugihara, eds. Local Suppliers of Credit in the Third World, 1750-1960. (New York: St. Martin's Press).
- David Rudner (1989) Banker's Trust and the Culture of Banking among the Nattukottai Chettiars of Colonial South India. Modern Asian Studies 23 (3), 417-458.
- Heiko Schrader (1996) Chettiar Finance in Colonial Asia. Zeitschrift fur Ethnologie 121, 101-126.